# Kumulus humilis
Kumulus humilis (iz latinščine humilis, skromen) je majhen kopasti oblak in se običajno nanaša na »kumulus lepega vremena«. Ti oblaki se tipično pojavijo na 500 do 1000 m nadmorske višine in redko dosežejo 2000 m. Naznanjajo zmerno povišanje temperature v spodnjem delu atmosfere, kar je pričakovano ob lepem vremenu. Nima omembe vrednega vertikalnega razvoja in nakazuje, da temperatura v atmosferi nad oblaki z višino rahlo in počasi pada ali pa sploh ne. Vertikalni razvoj je omejen z obstojem temperaturne inverzije v atmosferi s čimer lahko pojasnimo neobičajno enolično višino vrha te vrste oblakov.
Kumulus humilis se pogosto pojavlja skupaj z drugimi vrstami oblakov, ampak če se pojavijo na čistem nebu (glej sliko), so znanilci lepega vremena za več ur vnaprej.

## Razvoj kumulus humilisa
Humilis oblaki pogosto izginejo nekaj minut po pojavitvi in ne rastejo veliko. Na topli poletni dan se že zjutraj pojavi nad pobočjem bela, meglena, komaj opazna lisa. Potlej izgine in se znova pojavi na istem kraju in v isti višini. Na jasnem nebu zrastejo kmalu nadaljnji oblaki, ki pri zniževanju temperature in vlažnosti zraka spet izginejo. V trajno ugodnih okoliščinah pa se ti oblaki namnožijo v višino in se popoldne tako razrastejo, da komaj lahko še govorimo o lepem vremenu. Zrastejo v kumulus mediocris in nato v kumulus congestus. Zrastejo zaradi vertikalnega premikanja zraka.

## Galerija
- Kumulus humilis oblaki